# Cyperus seslerioides
Cyperus seslerioides är en halvgräsart som beskrevs av Carl Sigismund Kunth. Cyperus seslerioides ingår i släktet papyrusar, och familjen halvgräs. Inga underarter finns listade i Catalogue of Life.